# John Cage
 (novembre 2022).
Si vous disposez d'ouvrages ou d'articles de référence ou si vous connaissez des sites web de qualité traitant du thème abordé ici, merci de compléter l'article en donnant les références utiles à sa vérifiabilité et en les liant à la section « Notes et références ».
Ne doit pas être confondu avec Johnny Cage.
Pour les articles homonymes, voir Cage (homonymie).
Œuvres principales
- Sonates et interludes
- The Wonderful Widow of Eighteen Springs1992
- Concerto pour piano et orchestre

John Cage est un compositeur, poète et plasticien américain, né le 5 septembre 1912 à Los Angeles et mort le 12 août 1992 à New York.
Élève d'Arnold Schönberg, John Cage s'est illustré comme compositeur de musique contemporaine expérimentale et comme philosophe. Il est également reconnu comme l'inspirateur du mouvement Fluxus, du groupe espagnol Zaj (en) et des expérimentations musicales radicales qui accompagnaient les chorégraphies de Merce Cunningham Dance Company. Il y a d'ailleurs exercé la fonction de directeur musical puis de conseiller musical jusqu'à sa mort en 1992.

## Biographie

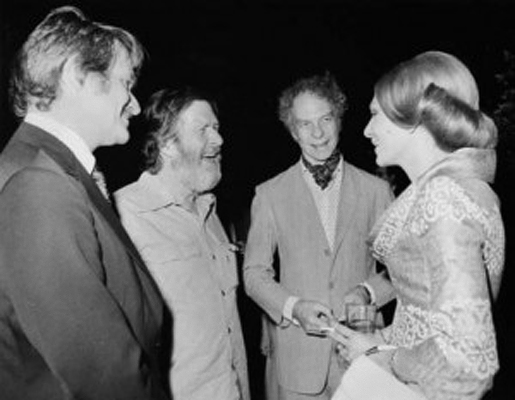
John Cage (deuxième en partant de la gauche) avec Merce Cunningham (à sa gauche) en 1972. À droite, l'impératrice Farah Diba

Né le 5 septembre 1912 à Los Angeles, John Milton Cage Jr. avait pour père un ingénieur et inventeur. Sa mère travaillait notamment pour le Los Angeles Times. Très libre, elle n'était pas souvent à la maison. En grandissant dans cette famille non conventionnelle pour l'époque, Cage développe une grande indépendance d'esprit. Au lycée, il a pour professeur Fannie Charles Dillon. Il fait ses études supérieures au Pomona College à Claremont à partir de 1928, où il commence à écrire à la manière de Gertrude Stein. Il quitte l'université en 1930 pour entreprendre un voyage initiatique en Europe. C'est son séjour à Paris qui est le plus décisif : il y prend des cours de musique au Conservatoire. Lors de son voyage, il découvre aussi son homosexualité.
À son retour, il rencontre Xenia Andreyevna Kashevaroff, une jeune femme brillante dont Edward Weston a fixé la beauté sur ses photographies, qu'il épouse le 7 juin 1935.
Décidé à devenir compositeur, John Cage parvient, malgré son inexpérience, à étudier la composition auprès de Richard Bühlig, Henry Cowell, Adolph Weiss et Arnold Schönberg. De l’enseignement de Schönberg, Cage a retenu la primauté de la structure musicale, délimitée, dans le système tonal, par la cadence. Désireux d’introduire les bruits en musique, Cage rompt avec ce système, optant pour une structure basée sur le temps plutôt que sur la cadence. Jusqu’aux années 1940, il estime que la structure doit être organisée mais que la méthode et les matériaux utilisés peuvent être improvisés. Ce faisant, il s’agit de briser la logique de la composition. Comme l’explique Jean-Yves Bosseur, la structure devient une sorte de réceptacle pouvant accueillir les divers matériaux que sont les bruits, les sons, les silences, les gestes et les mots.
En 1937 il exprime ses conceptions dans un manifeste intitulé The Future of Music (Le futur de la musique) où, affirmant que tout ce que nous entendons autour de nous est du bruit, il se propose de réaliser de la musique à partir du bruit.
À partir de 1938, John Cage exerce en tant que pianiste accompagnateur de la classe de danse moderne de Bonnie Bird à la Cornish School of Allied Arts. Là, il expérimente la fusion des arts (danse, musique, architecture, peinture, etc.) et met en œuvre ses théories en composant notamment Imaginary Landscape no 1 (1939), première pièce électroacoustique. Il rencontre aussi Merce Cunningham, talentueux danseur, qui sera bientôt engagé par la Martha Graham Dance Company à New York. En 1940, faute de place pour pouvoir utiliser des instruments de percussions pour les besoins d'une œuvre destinée à accompagner une chorégraphie de Syvilla Fort, Cage crée sa première pièce pour piano préparé. Cette idée lui a en fait été suggérée par Henry Cowell, dont il fut l'élève en 1934, et qui faisait déjà de nombreuses expériences dans ce sens depuis les années 1910 (The Banshee, 1917). Cage fut très influencé par le livre New Musical Resources écrit par Cowell avec l'aide d'un professeur de Stanford à partir des leçons du professeur Charles Seeger.
Au printemps 1942, John et Xenia Cage décident de déménager à New York, dans l’espoir d’y trouver de nouvelles perspectives professionnelles. Sans le sou, ils sont logés chez Peggy Guggenheim et Max Ernst et font la connaissance de Marcel Duchamp. Grâce au concert du 7 février 1943 au Musée d'art moderne de New York, Cage s’impose au sein de l’avant-garde new-yorkaise.
Cependant, son mariage éclate en 1946, probablement en raison de sa liaison avec Merce Cunningham. Dévasté, John Cage se tourne vers les philosophies orientales, qui auront une influence considérable sur sa vie et son œuvre. Dans un premier temps, il s’intéresse aux similitudes entre les musiques occidentale et orientale en s’appuyant sur la lecture de l’ouvrage majeur de l’historien de l’art et métaphysicien indien Ananda Coomaraswamy, La transformation de la nature en art. L’auteur y affirme que l’opposition entre l’art et la vie est totalement illusoire, et il pose en principe que « l’artiste n’est pas une sorte d’homme spécial, mais chaque homme est un artiste spécial ». John Cage commence donc à remettre en question la position occidentale de l'artiste et la notion de génie. À la suite de cela, désireux de s’initier à la musique et à la spiritualité hindoues, Cage initie un échange particulièrement fertile avec Gita Sarabhai, grande musicienne indienne venue à New York pour étudier l’influence de la musique occidentale sur la musique traditionnelle de son pays. Ainsi, en échange de cours de musique indienne, Cage enseigne à la jeune musicienne ce qu’il a retenu de l’enseignement de Schönberg. Cependant, finalement, Sarabhai lui enseigne moins la musique que la philosophie indienne, l’introduisant à l’enseignement du penseur spirituel Sri Ramakrishna et lui offrant un exemplaire de L'Enseignement de Rāmakrishna, qu’il dévore avidement. Cette influence se voit notamment dans ses Sonates et Interludes (1946-1948) pour piano préparé. Enfin au début des années 1950, il s'initie au bouddhisme zen auprès de Daisetsu Teitaro Suzuki, qui enseigne alors la philosophie orientale à la Columbia University. Il retient notamment le principe de non-obstruction. Puisque « toute chose, tout être, c’est-à-dire tous les êtres non doués de sensation et tous les êtres doués de sensation, est le Bouddha. […] Il y a interpénétration, il n’y a pas d’obstruction entre eux».
Tirant leçon de cet enseignement, Cage décide de se débarrasser de son égo d'artiste qui fait obstruction à l'ordre du monde et d'accepter le chaos des choses. À partir de là, il choisit d'expérimenter le hasard en composition. « Plutôt que de prendre le chemin proposé dans la pratique formelle du bouddhisme zen, c’est-à-dire s’asseoir les jambes croisées, la respiration et toutes ces choses, je décidais que ma propre discipline serait celle à laquelle j’étais déjà assigné : faire de la musique. Et que je le ferai avec des moyens aussi stricts que les jambes croisées ; c’est-à-dire le recours aux opérations faisant intervenir le hasard et la modification de ma responsabilité, dans les choix comme dans les questions posées», dit-il. Il s'agit donc de remettre radicalement en question la notion de structure musicale.
Une des premières tentatives de Cage dans cette voie est la conférence Lecture on Nothing, donnée à Boston en 1948, durant laquelle Cage lit quinze fois de suite une page unique, avec le refrain « Si quelqu'un s'ennuie, laissez-le s'ennuyer ». À la fin de la conférence, Cage répond aléatoirement aux questions posées avec une des sept réponses préparées par avance.
Il recourt au Yi King pour composer aléatoirement Music of Changes en 1952, pour piano seul. Créer cette pièce lui prend neuf mois, il tire au sort chaque composante du son afin d'élaborer sa partition.
Cage a aussi fait figure d’enseignant dans les années 60, dans certaines écoles américains telles que le Black Mountain College et la New School for Social Research, permettant de développer et de transmettre une remise en question du statut de l’œuvre d’art et de l’artiste dans le monde de l’art du XXe siècle.
L'une des œuvres les plus célèbres de John Cage est probablement 4′33″, un morceau où un interprète joue en silence pendant quatre minutes et trente-trois secondes. Composée en trois mouvements devant cependant être indiqués en cours de jeu, l'œuvre a été créée par le pianiste David Tudor. L'objectif de cette pièce est l'écoute des bruits environnants dans une situation de concert. Cette expérimentation découle de l'importance qu'accordait John Cage à la pensée de Henry David Thoreau. Ce dernier relate dans son « Journal » qu'il est plus intéressant d'écouter les sons de la nature, le son des animaux et le glissement furtif des objets animés par les éléments naturels, par le vent, que la musique préméditée par l'intention d'un compositeur. 4′33″ découle aussi de l'expérience que Cage réalise dans une chambre anéchoïque dans laquelle il s'aperçut que « le silence n'existait pas car deux sons persistent : les battements de son cœur et le son aigu de son système nerveux ». Comme le dit Yoko Ono, John Cage « considérait que le silence devenait une véritable musique »[réf. nécessaire].
À partir de cette période, toutes les compositions de Cage seront conçues comme des musiques destinées à accueillir n'importe quel son qui arrive de manière imprévue dans la composition.

## Son œuvre
Cage composa de nombreuses pièces pour piano préparé dont les Sonates et interludes, où le pianiste doit insérer de manière précise entre certaines cordes du piano des objets divers comme des boulons ou des gommes qui transforment le son de l'instrument.
L'étrangeté de ses compositions laisse transparaître l'influence du compositeur Erik Satie, auteur en son temps incompris de compositions très originales, comme les ésotériques Gnossiennes ou les très sobres et célèbres Gymnopédies. Cherchant à épurer sa musique, il eut la particularité d'écrire ses œuvres sans ponctuation musicale, laissant au pianiste comme seules indications des descriptions d'atmosphère au lieu des traditionnelles nuances.
Cage prétendait que l'une des composantes les plus intéressantes en art était en fait ce facteur d'imprévisibilité où des éléments extérieurs s'intégraient à l'œuvre de manière accidentelle. Il considérait la plupart des musiques de ses contemporains « trop bonnes car elles n'acceptent pas le chaos ». À partir de cette époque, il compose des musiques uniquement fondées sur le principe d'indétermination en utilisant différentes méthodes de tirage aléatoire dont le Yi Jing. Le mot « aléatoire » doit s'entendre chez John Cage, en anglais, comme chance et non pas random, autrement dit le hasard. Pour Cage, le mot "random" a une connotation négative que n'a pas "chances", il ne l'utilise donc pas dans ses écrits pour qualifier sa musique.[pas clair]
Le travail de John Cage s'appuie sur la recherche et l'expérimentation. Il fut lauréat du Prix de Kyoto en 1989.
Pierre Boulez qui s’est beaucoup intéressé aux travaux de Cage, notamment à ses œuvres pour le piano préparé et pour la percussion qu’il présentera au public parisien à plusieurs reprises, considère en 1994 que John Cage a « des idées, qui sont plus intéressantes que le résultat musical auquel il aboutit. [...] Les outils manquent et la réalisation est toujours décevante. »,

## Compositions

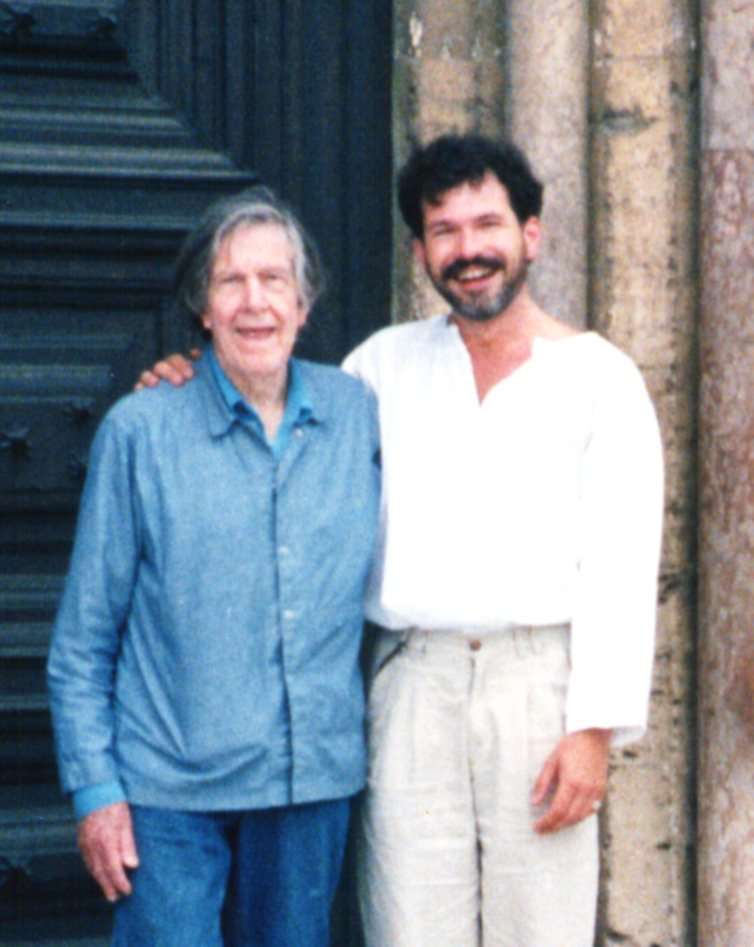
John Cage et Michael Bach à Assise 1992, photo : Renate Hoffleit

- First Construction in Metal (1939)
- Imaginary Landscape No. 1 (1939)
- Bacchanale (1940), première œuvre pour piano préparé.
- Living Room Music (1940), contenant notamment Story, avec un texte de Gertrude Stein.
- Primitive (1942)
- Credo In Us (1942)
- Amores (1943)
- Four walls (1944)
- Music for Marcel Duchamp (1947)
- Sonates et Interludes (1948)
- Dream (1948)
- String Quartet in Four Parts (en) (1950)
- Music of Changes (1951)
- 4′33″ (1952)
- Williams Mix (en) (1952) avec Bebe et Louis Barron
- Radio Music (1956)
- Concert for Piano and Orchestra (1957-58)
- Fontana Mix (1958)
- Water Walk (1960)
- Cartridge Music (1960)
- Variations II (1961)
- 0'00 (4'33" No.2) (1962)
- Cheap Imitation (1969)
- HPSCHD (1969) en collaboration avec Lejaren Hiller[15]
- Song Books (1970)
- Bird Cage (1972)
- Branches (1976)
- Litany for the Whale (1980)
- Ryoanji (1983)
- But What About the Noise of Crumpling Paper (1985)
- Europeras 1 & 2 (1987)
- Organ²/ASLSP (As Slow As Possible) (1987)
- One8 (1991) pour violoncelle avec archet courbe
- Four5 (1992)
- One13 (1992) pour violoncelle avec archet courbe (avec Michael Bach Bachtischa)

## Discographie
- Roaratorio: An Irish Circus on Finnegans Wake (1979) pour récitant, musiciens irlandais et magnétophone à 62 pistes. John Cage (voix), Joe Heaney (chanteur), Seamus Ennis (uillean pipes), Paddy Glackin (Fiddle), Matt Malloy (flûte) et Peadher Mercier et Mell Mercier (Bodhran).

## Quelques musiques de film
- Music for Marcel Duchamp (1947) est utilisé dans la bande-son du film Shutter Island de Martin Scorsese (2010)

## Autres activités
Passionné de mycologie, John Cage cofonda la New York Mycological Society.

## Œuvres écrites
- Silence, trad. partielle Monique Fong, Denoël, coll. Lettres Nouvelles, 1970 et 2004; nouvelle traduction intégrale Vincent Barras, Héros-Limite, 2003, rééd. 2012.
- Correspondance avec Pierre Boulez, Christian Bourgois, 1991.
- John Cage par John Cage, Textuel, 1998.
- Richard Kostelanetz, Conversations avec John Cage, trad. Marc Dachy, Éditions des Syrtes, Paris 2000.
- Pour les oiseaux : Entretiens avec Daniel Charles, L'Herne, 2002.
- Je n'ai jamais écouté aucun son sans l'aimer : le seul problème avec les sons, c'est la musique, trad. Daniel Charles, La Main courante, 2002.
- Journal : comment rendre le monde meilleur (on ne fait qu'aggraver les choses), Héros-Limite, 2003.
- Une année dès lundi : Conférences et écrits, trad. Christophe Marchand-Kiss, Textuel, 2006.
- Confessions d'un compositeur, trad. Élise Patton, Allia, Paris, 2013.
- Rire et se taire. Sur Marcel Duchamp, Allia, trad. Jérôme Orsoni, 2014, 96 p.,
- Radio Happenings, avec Morton Feldman, Allia, trad. Jérôme Orsoni, 2015.
- Autobiographie, Allia, éd. bilingue trad. Monique Fong, 2019.

## Hommages
- Mapping the Studio II with Color Shift, Flip, Flop & Flip/Flop (Fat Chance John Cage), œuvre de Bruce Nauman (2001) dédiée à John Cage.